# Nick Bonino
Nicholas Lawrence Bonino (né le 20 avril 1988 à Unionville, dans l'État du Connecticut aux États-Unis) est un joueur professionnel américain de hockey sur glace. Il évolue au poste d'attaquant pour les Rangers de New York dans la Ligue nationale de hockey (LNH).

## Biographie

### Carrière mineure
En 2001, il joua avec les Clippers du Connecticut de la Atlantic Youth Hockey League 13U (AYHL 13U). Il récolte 28 points en 17 matchs avec le club. La saison suivante, il joue dans la AYHL 14U avec les Clippers et cette fois-ci, il récolte 37 points en 16 parties.
En 2003, il commence sa carrière en Enseignement secondaire avec le Farmington High. Il récolte 67 points en 24 parties lors de sa première saison avec eux. Aussi, lors de la saison, il a joué 4 parties avec le Wolfpack Jr. du Connecticut de l'Atlantic Junior Hockey League (AtJHL) et il a récolté un point. En 2004-2005, il joue sa deuxième saison avec le Farmington High et il amasse 68 buts et 91 points en 24 matchs.
En 2005, il quitte le Farmington High pour rejoindre l'Avon Old Farms. Il récolte 56 points en 26 parties avec l'équipe. La saison 2006-2007 fut sa dernière dans la HS et il fut nommé capitaine. Il termine la saison avec 66 points en 26 parties.

### Carrière universitaire
En 2007, il rejoint les Terriers de Boston dans le championnat NCAA. Les Terriers remportent le championnat Hockey East en 2009 puis le championnat NCAA. Lors de la finale, Bonino inscrit le but égalisateur à 17 secondes de la fin de la troisième période après avoir délivré une assistance à Zach Cohen alors qu'il restait moins d'une minute à jouer.
Il est choisi au cours du repêchage d'entrée 2007 dans la Ligue nationale de hockey par les Sharks de San José au 6e tour, en 173e position. Ses droits sont échangés avec Timo Pielmeier aux Ducks d'Anaheim en retour de Travis Moen et Kent Huskins le 4 mars 2009. 

### La Ligue Nationale de Hockey

#### Ducks d'Anaheim
Le 21 mars 2010, il signe un contrat d'entrée dans la LNH de deux ans avec les Ducks. Cinq jours plus tard, le 26 mars 2010, il joue son premier match dans Ligue nationale de hockey avec les Ducks d'Anaheim chez les Oilers d'Edmonton. Il marque son but trois jours plus tard chez les Ducks d'Anaheim. Il conclut la saison 2009-2010 avec un but et une assistance en neuf matchs de LNH.
Il passe la majorité la saison 2010-2011 avec le Crunch de Syracuse, club-école des Ducks dans la LAH, jouant 50 matchs et récoltant 45 points. Dans la LNH, il a joué 26 matchs, n'a récolté aucun point et il a récolté 6 minutes de punition.
Pendant le lock-out de la saison 2012-2013, il joue avec l'HC Egna dans le Serie A2. Il récolte 52 points en 19 matchs avec le club.
Lors de la saison 2013-2014, il inscrit vingt-deux buts et vingt-neuf assistances en soixante-dix-sept parties. Il marque deux buts, dont celui en prolongation lors de la sixième rencontre face aux Stars de Dallas⁣⁣, permettant aux Ducks de se qualifier pour les demi-finales d'association.

#### Canucks de Vancouver
Le 27 juin 2014, dans le cadre du repêchage de la LNH 2014, il est échangé aux Canucks de Vancouver avec Luca Sbisa, un choix de première ronde et un choix de troisième ronde en 2014 contre Ryan Kesler et un choix de troisième ronde en 2015.

#### Penguins de Pittsburgh
Le 28 juillet 2015, il est transigé avec le défenseur Adam Clendening et un choix de deuxième ronde aux Penguins de Pittsburgh contre l'attaquant Brandon Sutter et un choix de troisième ronde.

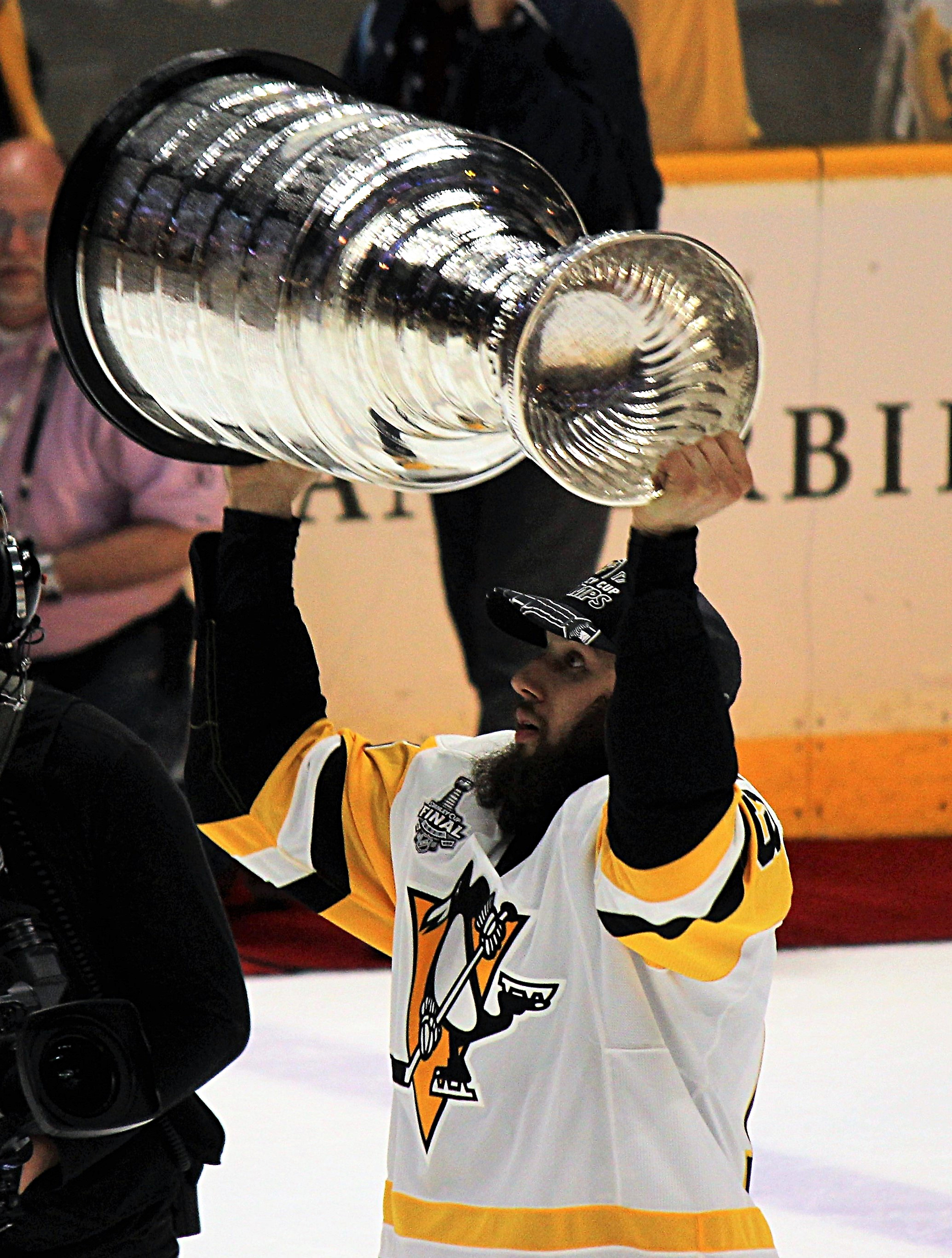
Nick Bonino avec la coupe Stanley en 2017.

Il gagne la Coupe Stanley avec les Penguins dans les deux saisons suivantes, soit en 2016 et 2017.

#### Predators de Nashville
Le 1er juillet 2017, il signe un contrat de 4 ans et 16,4 millions de dollars en tant que joueur autonome avec les Predators de Nashville, l'équipe aux dépens de laquelle il avait remporté la Coupe Stanley à peine un mois auparavant.

#### Wild du Minnesota
Après avoir passé trois saisons avec les Predators, à l'approche de sa dernière année de contrat, il est cédé au Wild du Minnesota avec des choix de 2e et 3e tour en 2020 contre Luke Kunin et une sélection de 4e tour au repêchage de 2020, le 7 octobre 2020.

#### De retour à San José
Le 28 juillet 2021, il signe un contrat de 2 ans avec les Sharks de San José, l'équipe qui l'avait originellement repêchée en 2007.

### Carrière internationale
Il représente les États-Unis au niveau international.

## Statistiques

### En club
| Saison     | Équipe                 | Ligue          |     | Saison régulière | Saison régulière | Saison régulière | Saison régulière | Saison régulière |    | Séries éliminatoires | Séries éliminatoires | Séries éliminatoires | Séries éliminatoires | Séries éliminatoires |
| Saison     | Équipe                 | Ligue          | PJ  | B                | A                | Pts              | Pun              | PJ               | B  | A                    | Pts                  | Pun                  |                      |                      |
| 2003-2004  | Farmington High        | HS             | 24  | 44               | 23               | 67               | 10               | -                | -  | -                    | -                    | -                    |                      |                      |
| 2004-2005  | Farmington High        | HS             | 24  | 68               | 23               | 91               | 12               | -                | -  | -                    | -                    | -                    |                      |                      |
| 2005-2006  | Avon Old Frams         | HS             | 25  | 26               | 30               | 56               | 10               | -                | -  | -                    | -                    | -                    |                      |                      |
| 2006-2007  | Avon Old Farms         | HS             | 26  | 24               | 42               | 66               | 14               | -                | -  | -                    | -                    | -                    |                      |                      |
| 2007-2008  | Terriers de Boston     | NCAA           | 39  | 16               | 13               | 29               | 10               | -                | -  | -                    | -                    | -                    |                      |                      |
| 2008-2009  | Terriers de Boston     | NCAA           | 44  | 18               | 32               | 50               | 30               | -                | -  | -                    | -                    | -                    |                      |                      |
| 2009-2010  | Terriers de Boston     | NCAA           | 33  | 11               | 27               | 38               | 12               | -                | -  | -                    | -                    | -                    |                      |                      |
| 2009-2010  | Ducks d'Anaheim        | LNH            | 9   | 1                | 1                | 2                | 6                | -                | -  | -                    | -                    | -                    |                      |                      |
| 2010-2011  | Crunch de Syracuse     | LAH            | 50  | 12               | 33               | 45               | 32               | -                | -  | -                    | -                    | -                    |                      |                      |
| 2010-2011  | Ducks d'Anaheim        | LNH            | 26  | 0                | 0                | 0                | 4                | 4                | 0  | 0                    | 0                    | 2                    |                      |                      |
| 2011-2012  | Crunch de Syracuse     | LAH            | 19  | 6                | 16               | 22               | 2                | -                | -  | -                    | -                    | -                    |                      |                      |
| 2011-2012  | Ducks d'Anaheim        | LNH            | 50  | 5                | 13               | 18               | 8                | -                | -  | -                    | -                    | -                    |                      |                      |
| 2012-2013  | HC Egna                | Serie A2       | 19  | 26               | 26               | 52               | 14               | -                | -  | -                    | -                    | -                    |                      |                      |
| 2012-2013  | Ducks d'Anaheim        | LNH            | 27  | 5                | 8                | 13               | 8                | 7                | 3  | 1                    | 4                    | 4                    |                      |                      |
| 2013       | Adler Mannheim         | Coupe Spengler | -   | -                | -                | -                | -                | 3                | 0  | 0                    | 0                    | 0                    |                      |                      |
| 2013-2014  | Ducks d'Anaheim        | LNH            | 77  | 22               | 27               | 49               | 22               | 13               | 4  | 4                    | 8                    | 8                    |                      |                      |
| 2014-2015  | Canucks de Vancouver   | LNH            | 75  | 15               | 24               | 39               | 22               | 6                | 1  | 2                    | 3                    | 4                    |                      |                      |
| 2015-2016  | Penguins de Pittsburgh | LNH            | 63  | 9                | 20               | 29               | 31               | 24               | 4  | 14                   | 18                   | 12                   |                      |                      |
| 2016-2017  | Penguins de Pittsburgh | LNH            | 80  | 18               | 19               | 37               | 16               | 21               | 4  | 3                    | 7                    | 2                    |                      |                      |
| 2017-2018  | Predators de Nashville | LNH            | 71  | 12               | 13               | 25               | 20               | 13               | 2  | 3                    | 5                    | 9                    |                      |                      |
| 2018-2019  | Predators de Nashville | LNH            | 81  | 17               | 18               | 35               | 18               | 6                | 0  | 2                    | 2                    | 2                    |                      |                      |
| 2019-2020  | Predators de Nashville | LNH            | 67  | 18               | 17               | 35               | 16               | 4                | 1  | 0                    | 1                    | 2                    |                      |                      |
| 2020-2021  | Wild du Minnesota      | LNH            | 55  | 10               | 16               | 26               | 26               | 7                | 0  | 0                    | 0                    | 0                    |                      |                      |
| 2021-2022  | Sharks de San José     | LNH            | 80  | 16               | 10               | 26               | 18               | -                | -  | -                    | -                    | -                    |                      |                      |
| 2022-2023  | Sharks de San José     | LNH            | 59  | 10               | 9                | 19               | 28               | -                | -  | -                    | -                    | -                    |                      |                      |
| 2022-2023  | Penguins de Pittsburgh | LNH            | 3   | 0                | 0                | 0                | 0                | -                | -  | -                    | -                    | -                    |                      |                      |
| 2023-2024  | Rangers de New York    | LNH            | 45  | 1                | 4                | 5                | 8                | -                | -  | -                    | -                    | -                    |                      |                      |
| Totaux LNH | Totaux LNH             | Totaux LNH     | 868 | 159              | 199              | 358              | 251              | 105              | 19 | 29                   | 48                   | 45                   |                      |                      |

### En équipe nationale
| Année | Équipe     | Compétition          |    | PJ | B | A | Pts | Pun | +/-                |  | Résultat |
| 2015  | États-Unis | Championnat du monde | 10 | 2  | 2 | 4 | 10  | +4  | Médaille de bronze |  |          |
| 2018  | États-Unis | Championnat du monde | 5  | 1  | 3 | 4 | 0   | -1  | Médaille de bronze |  |          |
| 2023  | États-Unis | Championnat du monde | 9  | 3  | 1 | 4 | 2   | +4  | Quatrième place    |  |          |

## Trophées et honneurs personnels

### Ligue nationale de hockey
- 2015-2016 : remporte la Coupe Stanley avec les Penguins de Pittsburgh
- 2016-2017 : remporte la Coupe Stanley avec les Penguins de Pittsburgh